# Ugyops wilkesi
Ugyops wilkesi är en insektsart som beskrevs av Frederick Arthur Godfrey Muir 1927. Ugyops wilkesi ingår i släktet Ugyops och familjen sporrstritar. Inga underarter finns listade i Catalogue of Life.